# Sweetia atrata
Sweetia atrata är en ärtväxtart som beskrevs av Robert H Mohlenbrock. Sweetia atrata ingår i släktet Sweetia och familjen ärtväxter. Inga underarter finns listade i Catalogue of Life.